# Lake Entiat
Der Lake Entiat (auch Rocky Reach Reservoir) ist ein Stausee in den Countys Chelan und Douglas im nördlichen zentralen Washington, USA, der vom Rocky Reach Dam (erbaut 1962) gestaut wird; der Damm enthält ein Wasserkraftwerk. Der Stausee liegt 27 Kilometer nördlich von Wenatchee und reicht stromauf bis zum Wells Dam. Der Lincoln Rock State Park liegt an seinem Südufer.
In den 1800er-Jahren siedelten sich Indianer des Stammes der Chinook am Zusammenfluss des Columbia River und Entiat River an, die die Stelle als Enteatqua bezeichneten, was „schnelles Wasser“ oder „Stromschnelle“ bedeutet und Namensgeber für den Fluss und die sich später entwickelnde Stadt Entiat wurde. 

## Turtle Rock Island

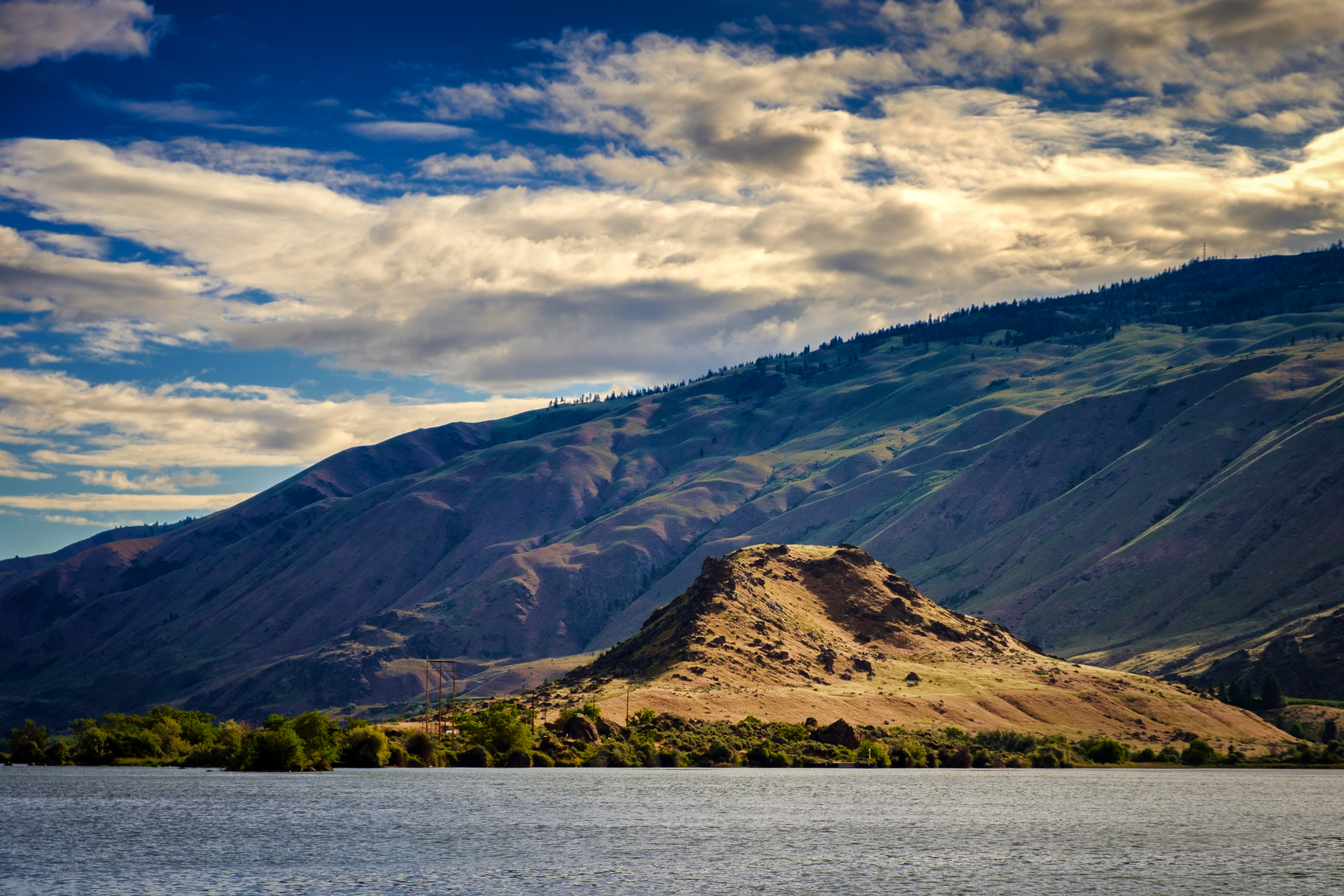
Turtle Rock Island, Lake Entiat, Washington

Ein bekanntes Merkmal im Lake Entiat ist die fast 61 Hektar große Turtle Rock Island, nordöstlich des Lincoln Rock State Park gelegen. Ursprünglich Teil des Festlands am Südufer des Columbia, wurde dieser Felsen zur Insel, als sich der See bildete. Der U.S. Highway 2 verlief früher durch dieses Gebiet, das zur Insel wurde, und Reste der Straße sind noch heute auf Luftbildern zu erkennen. Die Insel ist heute Naturschutzgebiet und Kinderstube für Fische; es gibt nur per Boot Zugang.